# Parcz

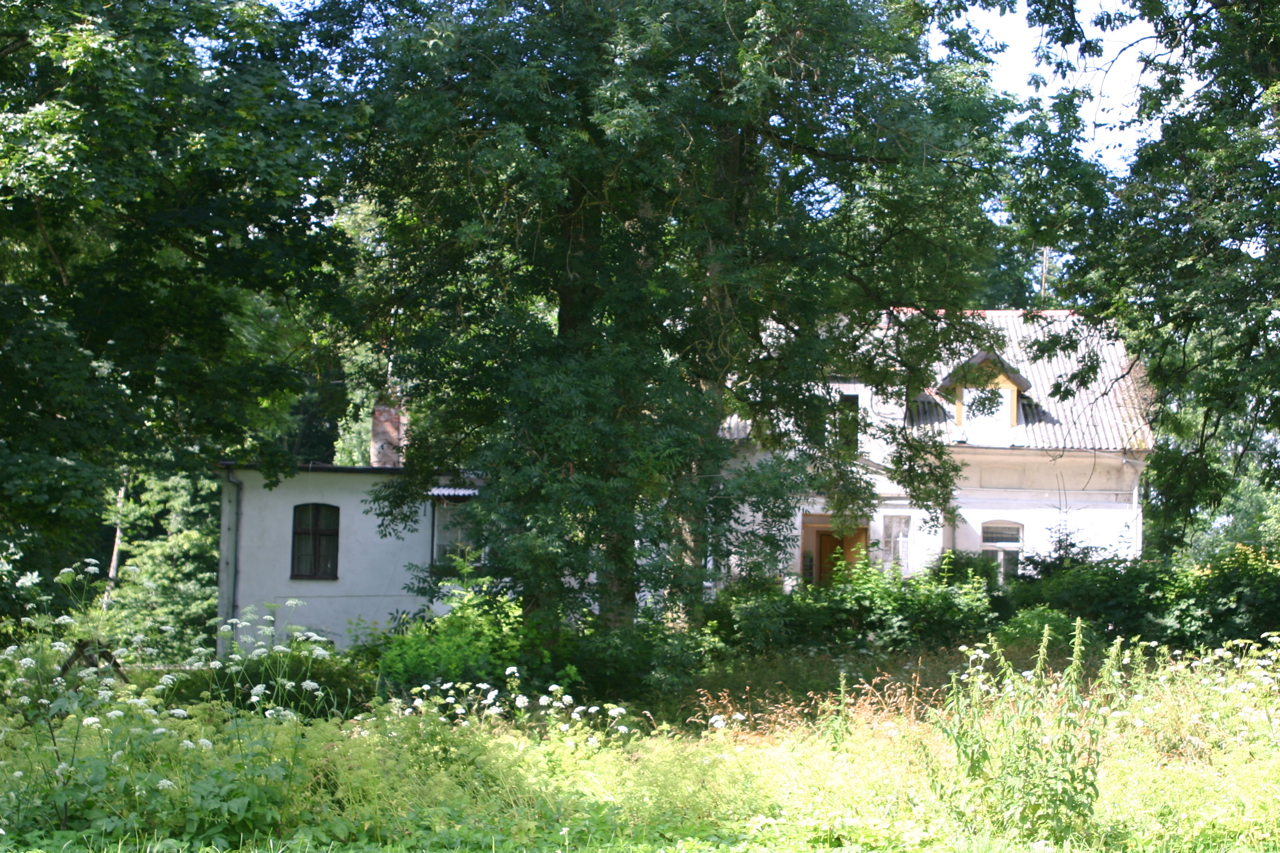
Parcz (2009)

Parcz (deutsch Partsch) ist ein Dorf in Polen in der Wojewodschaft Ermland-Masuren. Das Dorf gehört zum Schulzenamt (sołectwo) Mażany in der Landgemeinde Kętrzyn (Rastenburg), Powiat Kętrzyński.

## Geographische Lage
Parcz liegt im Nordosten Polens etwa 30 Kilometer südlich der Staatsgrenze Polens zur russischen Oblast Kaliningrad. Etwa fünf Kilometer östlich des Dorfes liegt der See Dobskie, vier Kilometer westlich der Mój.

## Geschichte
Mit einer Fläche von 16 Hufen wurde das Dorf im 14. Jahrhundert gegründet. Es bestanden hier ein Rittergut sowie eine Mühle. Im 16. Jahrhundert wurden die polnische Adelsfamilie  (szlachta) Kobyliński Eigentümer der Ortschaft. Im 18. Jahrhundert war Partsch im Besitz der Familie von Klingsporn. Anfang des 19. Jahrhunderts erwarb Baron Friedrich Schenck zu Tautenburg die Güter, die seiner Familie bis 1945 gehörten. 1817 gab es in dem Hauptort, Groß Partsch 16 Wohngebäude. Hinzu kamen vier Wohnhäuser in Klein Partsch.
Während des Zweiten Weltkrieges wurde westlich des Ortes das Führerhauptquartier Wolfsschanze errichtet. Am Ende des Krieges nahm im Januar 1945 die Rote Armee die Gegend ein und in der Folge wurde der Ort Teil Polens.
1970 gab es in dem Dorf einen Kindergarten, eine achtklassige Schule sowie einen Kinosaal mit 60 Sitzplätzen. 1973 wurde Parcz dem Schulzenamt Czerniki in der Gmina Kętrzyn zugeordnet. Heute gehört Parcz zum Schulzenamt Mażany.

### Einwohnerentwicklung
Nachfolgend die graphische Darstellung der Einwohnerentwicklung.

### Verkehr
Aus Kętrzyn führt eine Nebenstraße nach Parcz. Diese knickt bei Parcz in nördlicher Richtung ab und führt unter anderem durch das Dorf Mażany.
Parcz liegt an der stillgelegten Bahnstrecke 259 von Węgorzewo nach Kętrzyn. Die Strecke wird gelegentlich für touristische Zwecke befahren. Der nächste Bahnhof mit regelmäßigem Bahnverkehr befindet sich im neun Kilometer westlich gelegenen Kętrzyn. Von dort bietet die PKP Direktverbindungen nach Olsztyn und Posen an.
Der geographisch nächste internationale Flughafen ist der Flughafen Kaliningrad, der sich etwa 110 Kilometer nordwestlich, auf russischem Hoheitsgebiet befindet. Der nächste internationale Flughafen auf polnischem Staatsgebiet ist der etwa 200 Kilometer westlich gelegene Lech-Wałęsa-Flughafen Danzig. 